# Конвой № 2194
Конвой № 2194 — японський конвой часів Другої світової війни, проведення якого відбувалось у серпні 1943 року.
Конвой сформували в Рабаулі — головній передовій базі японців в архіпелазі Бісмарка, з якої вони провадили операції на Соломонових островах та сході Нової Гвінеї. Пунктом призначення при цьому був атол Трук (Чуук) на сході Каролінських островів, де ще до війни створили потужну базу ВМФ.
До складу конвою увійшов танкер «Геньо-Мару» (Genyo Maru) та ще три неідентифіковані судна, а ескорт забезпечували мисливці за підводними човнами CH-29 та CH-33.
19 серпня 1943 року судна вийшли з Рабаула та попрямували на північ. Хоча на комунікаціях архіпелагу Бісмарка традиційно діяли підводні човни, конвой № 2194 зміг пройти без інцидентів та 23 серпня прибув на Трук.